# Forte de Santo António de Lifau
O Forte de Santo António de Lifau localizava-se próximo à foz do rio Tono, em Lifau, a 5 quilómetros a oeste de Pante Macassar, no distrito de Oecusse, em Timor-Leste.

## História
Embora a ilha de Timor já figure em um mapa português de 1512, a chegada dos portugueses a Lifau ocorreu em 18 de Agosto de 1515, sendo o primeiro estabelecimento europeu na região.
Mais tarde, missionários Dominicanos como dependência catequista da missão da ilha das Flores, sujeita ao Vicariato da Ordem em Malaca, iniciaram o trabalho de evangelização na costa norte da ilha após 1556. Em 1641 os missionários aportaram a Lifau e batizaram a família real de Ambeno.
Em 1585, no contexto da Dinastia Filipina, seguindo instruções régias, o vice-rei do Estado Português da Índia evocou à sua jurisdição a Fortaleza de Solor, construída e guarnecida pelos Dominicanos. Desse modo, a ilha de Timor, dependência missionária dos Dominicanos de Solor, ingressou nos domínios ultramarinos da Coroa de Portugal no Extremo Oriente.
Um estabelecimento permanente em Lifau constituiu-se na década de 1650, dado que muitos portugueses para aqui se deslocaram, oriundos de Larantuka na ilha das Flores como consequência do estabelecimento Neerlandês em Kupang em Timor Oeste (1653).
Após a assinatura do Tratado de Haia (1661), entre Portugal e os Países Baixos, que estabelecia que cada potência ficava com os territórios que já controlava em Solor, nas Flores e em Timor, Lifau tornou-se o principal porto dos Portugueses na região. De 1673 a 1690 Solor, Flores e Timor foram, na prática, governados pelo "liurai" António d'Horney, que reconhecia a soberania portuguesa mas não lhe obedecia. A partir de 1690 Domingos da Costa assume esse lugar, passando os d'Horney a régulos do reino do Oé-Cussi. As tentativas para estabelecer um governo foram obstadas pela ação de Domingos da Costa, que expulsou o primeiro governador português em 1697, e prendeu o segundo, reenviando-o para Macau.
Em 1702, a governação portuguesa foi finalmente estabelecida, com a chegada de António Coelho Guerreiro e a construção de um forte, com homens e artilharia enviados de Macau, mantendo-se o centro das atividades portuguesas na região por mais de um século. Complementarmente foi erguido um hospital e, posteriormente, um seminário.
Dado o crónico estado de guerra entre Lifau e Oé-Cussi, em 1734 apenas a chegada de um novo governador com reforços militares adiou o planeado abandono do forte. Posteriormente, em 1769, o "liurai" Francisco d'Horney, atacou de novo o forte, forçando o seu abandono e a transferência da capital para Dili. Com a ordem para evacuar a praça (11 de Agosto de 1769), o governador António José Teles de Meneses determinou arrasar o forte.
A partir de então Lifau perdeu importância, dado que os seus conquistadores preferiram estabelecer-se poucos quilómetros a leste, em Pante Macassar. Mais tarde foi aí também construído um forte.
Lifau foi ocupada, como Timor Leste, em 1975 por forças indonésias.
Atualmente uma antiga peça de artilharia no local recorda a presença portuguesa.

## Características
O forte, em aparelho de pedra solta, apresentava planta quadrangular, com quatro baluartes nos vértices. Estava artilhado com nove peças. Em seu interior erguia-se uma ermida sob a invocação de Santo António.